# Santa Teresa dei Maschi (Bari)
A Santa Teresa dei Maschi egy templom Bari történelmi központjában.

## Története
A sarutlan karmeliták 1671-ben kezdtek hozzá kolostoruk építéséhez a városban. A templomot 1690 és 1696 között építették fel. A dei Maschi megnevezés arra utal, hogy a rend férfiága építtette. Ezt megkülönböztetésként használták a város másik Szent Teréz nevét viselő templomától, a Santa Teresa delle Donnétől, amelyet a rend női ága tartott fenn. Ez utóbbi templom már nem létezik.

## Leírása
A templom barokk stílusban épült. Görög kereszt alaprajzú, a négyezet felett kupolával. A templom belsőjének értékes művészeti alkotásai Andrea Miglionico festményei. Az egykori kolostorban ma a megyei könyvtár székel.